# Jørgen Nielsen Møller
Jørgen Nielsen Møller (17. listopadu 1801, Skydebjerg – 6. července 1862, Kodaň) byl dánský obchodník a inspektor jižního Grónska.

## Životopis
Møller vystudoval práva a poté pracoval jako asistent a později obchodník v Nuuku, Qeqertarsuatsiaatu, Paamiutu, Aasiaatu, Sisimiutu a Qaqortoqu. V roce 1856 byl jmenován inspektorem pro jižní Grónsko, čímž nahradil Carla Peter Holbølla, který se ztratil na moři. V roce 1857 ho vystřídal jeho zeť Hinrich Johannes Rink.
Byl synem Nielse Jørgensena Møllera a Karen Rasmusdatterové, byl dvakrát ženatý. Z jeho prvního manželství s Cathrine Raunovou vzešla dcera Juliane Bolette Møllerová (1828–1875). Z jeho druhého manželství s Antonette Ernestine Constance Tommerupovou (1813–1891) vzešla mimo jiné dcera Nathalie Sophie Nielsine (1836–1909), která se stala známou spisovatelkou pod jménem Signe Rink.